# 赵述社区
赵述社区，原为七连屿村，隶属于中华人民共和国海南省三沙市西沙区七连屿管理委员会，成立于2009年11月8日，地处南中国海西沙群岛七连屿。赵述社区辖赵述岛、北岛、南岛、中岛、西沙洲、南沙洲、西新沙洲、东新沙洲，2012年有渔民67户、200多人。
近年，七连屿经济发展很快，前往西沙生产作业的渔民和民工日渐增多。为了满足渔民和民工的诉求，经海南省政府授权，西南中沙群岛办事处决定在七连屿成立村民委员会。